# Elise Pone
Elise Pone (State College, Pensilvania; 21 de abril de 1985) es una artista marcial mixta estadounidense que compite en la categoría de peso mosca en Invicta Fighting Championships.

## Carrera

### Comienzos
Pone comenzó su entrenamiento en artes marciales a la edad de 12 años en el muay thai y el catch wrestling. Sus instructores llegaron a ser Bill Gebhardt, de la Academia de Artes Marciales de State College, y su madre, Barbra Macus. Con posterioridad entrenó con Ryan Gruhn.

### Invicta Fighting Championships
En diciembre de 2020, Pone firmó con Invicta Fighting Championships e hizo su debut estadounidense en Invicta FC 44: Rodríguez vs. Torquato contra Chrissy Yandolli y ganó vía TKO a los 2:07 del segundo asalto. Pone aseguró el único final TKO/KO de la noche.
Pone se enfrentó a Helen Peralta el 12 de enero de 2022, en Invicta FC 45. Perdió el combate por decisión unánime.
Meses más tarde le tocó luchar contra Melissa Oddessa Parker el 16 de noviembre de 2022 en Invicta FC 50, ganando por decisión unánime.
El 3 de mayo de 2023 se enfrentó en Denver, en la Invicta FC 53: DeCoursey vs. Dos Santos, a la brasileña Liana Pirosin, a la que venció por decisión unánime.

### Muay thai
Pone tiene un récord general de muay thai y kickboxing de 16-1 luchando en la USKA, el Tournament of Champions y el TBA Classic Tournaments. Ha ganado títulos en Clase C, Clase B y Clase A y ha estado invicta en la USKA y en el Tournament of Champions. Su única derrota se produjo en 2016 ante Kaitlin Stein, que vengó al año siguiente con una decisión unánime sobre Stein. Pone se tomó tres años de descanso de la competición de muay thai de 2017 a 2021 y ganó el TBA Classic en 2021 con dos finales (T)KO y 2022 con dos finales (T)KO y una decisión unánime.
También recibió el premio "Best Nak Muay" en el TBA Classic de 2021 y 2022. Ha llegado a tener 6 cinturones de título a través de dos clases de peso diferentes y dos organizaciones diferentes. Fue campeona de América del Norte para el TBA Classic en 127 libras, manteniendo en 2022 el récord de cinturones de título para una mujer en la organización.

## Récord de artes marciales mixtas
| Resultado | Récord | Oponente               | Método             | Evento                                       | Fecha                   | Ronda | Tiempo | Localización |
| --------- | ------ | ---------------------- | ------------------ | -------------------------------------------- | ----------------------- | ----- | ------ | ------------ |
| Victoria  | 3–1    | Liana Pirosin          | Decisión (unánime) | Invicta FC 53: DeCoursey vs. Dos Santos      | 3 de mayo de 2023       | 3     | 5:00   | Denver       |
| Victoria  | 2–1    | Melissa Oddessa Parker | Decisión (unánime) | Invicta FC 50                                | 16 de noviembre de 2022 | 3     | 5:00   | Denver       |
| Derrota   | 1–1    | Helen Peralta          | Decisión (unánime) | Invicta FC 45                                | 12 de enero de 2022     | 3     | 5:00   | Kansas City  |
| Victoria  | 1–0    | Chrissy Yandolli       | TKO (puñetazos)    | Invicta FC on AXS TV: Rodríguez vs. Torquato | 21 de mayo de 2021      | 2     | 2:07   | Kansas City  |